# Unidades funcionais do Serviço Nacional de Saúde
No contexto do Serviço Nacional de Saúde, unidades funcionais são unidades que prestam cuidados de saúde primários dentro dos agrupamentos de centros de saúde ou das unidades locais de saúde. Cada unidade funcional é constituída por uma equipa multidisciplinar de médicos, enfermeiros ou outros técnicos e tem autonomia técnica e administrativa. Em cada centro de saúde funciona pelo menos uma Unidade de Saúde Familiar (USF) ou Unidade de Cuidados de Saúde Personalizados (UCSP). No mesmo centro de saúde geralmente funcionam várias unidades funcionais. À data de janeiro de 2024 haviam 2222 unidades funcionais nos centros de saúde portugueses.

## Tipos
- Unidade de Saúde Familiar (USF): é uma pequena unidade funcional multiprofissional (médicos, enfermeiros e administrativos). As USF possuem autonomia funcional e técnica e prestam cuidados de saúde primários personalizados, num quadro de contratualização interna, envolvendo objetivos de acessibilidade, adequação, efectividade, eficiência e qualidade. Configura um modelo organizacional leve e flexível e devem estar integradas em rede com as outras unidades funcionais do centro de saúde.[3][1]
- Unidade de Cuidados de Saúde Personalizados (UCSP): tem estrutura idêntica à USF e uma equipa composta por médicos, enfermeiros e administrativos não integrados em USF.[1]
- Unidade de Cuidados na Comunidade (UCC):  presta apoio psicológico e social de âmbito domiciliário e comunitário no contexto da Rede Nacional de Cuidados Continuados Integrados. Destina-se a famílias e grupos mais vulneráveis, em situação de risco, de dependência física e funcional ou de doença que requeira acompanhamento próximo.[1]
- Unidade de Saúde Pública (USP): é constituída por médicos e enfermeiros de saúde pública e técnicos de saúde ambiental, e compete-lhe proceder à vigilância epidemiológica, realizar programas de prevenção, promoção e proteção de saúde da população e exercer as funções de autoridade de saúde na área geográfica de influência.[1]
- Unidade de Recursos Assistenciais Partilhados (URAP): presta consultoria às outras unidades e faz ligação aos serviços hospitalares.[1]